# 46796 Mamigasakigawa
46796 Mamigasakigawa este un asteroid din centura principală de asteroizi.

## Descriere
46796 Mamigasakigawa este un asteroid din centura principală de asteroizi. A fost descoperit pe 19 mai 1998 la Nanyo de Tomimaru Okuni. Asteroidul prezintă o orbită caracterizată de o semiaxă mare de 2,30 ua, o excentricitate de 0,08 și o înclinație de 8,1° în raport cu ecliptica.